# Gremsdorf
Gremsdorf település Németországban, azon belül Bajorországban. Lakosainak száma 1677 fő (2023. december 31.).

## Népesség
A település népessége az elmúlt években az alábbi módon változott:
| Lakosok száma | 410  | 917  | 1076 | 1201 | 1557 | 1601 | 1594 | 1617 | 1633 | 1677 |
|               | 1875 | 1950 | 1975 | 1987 | 2012 | 2014 | 2016 | 2017 | 2021 | 2023 |